# Регіональне залізничне сполучення у Німеччині

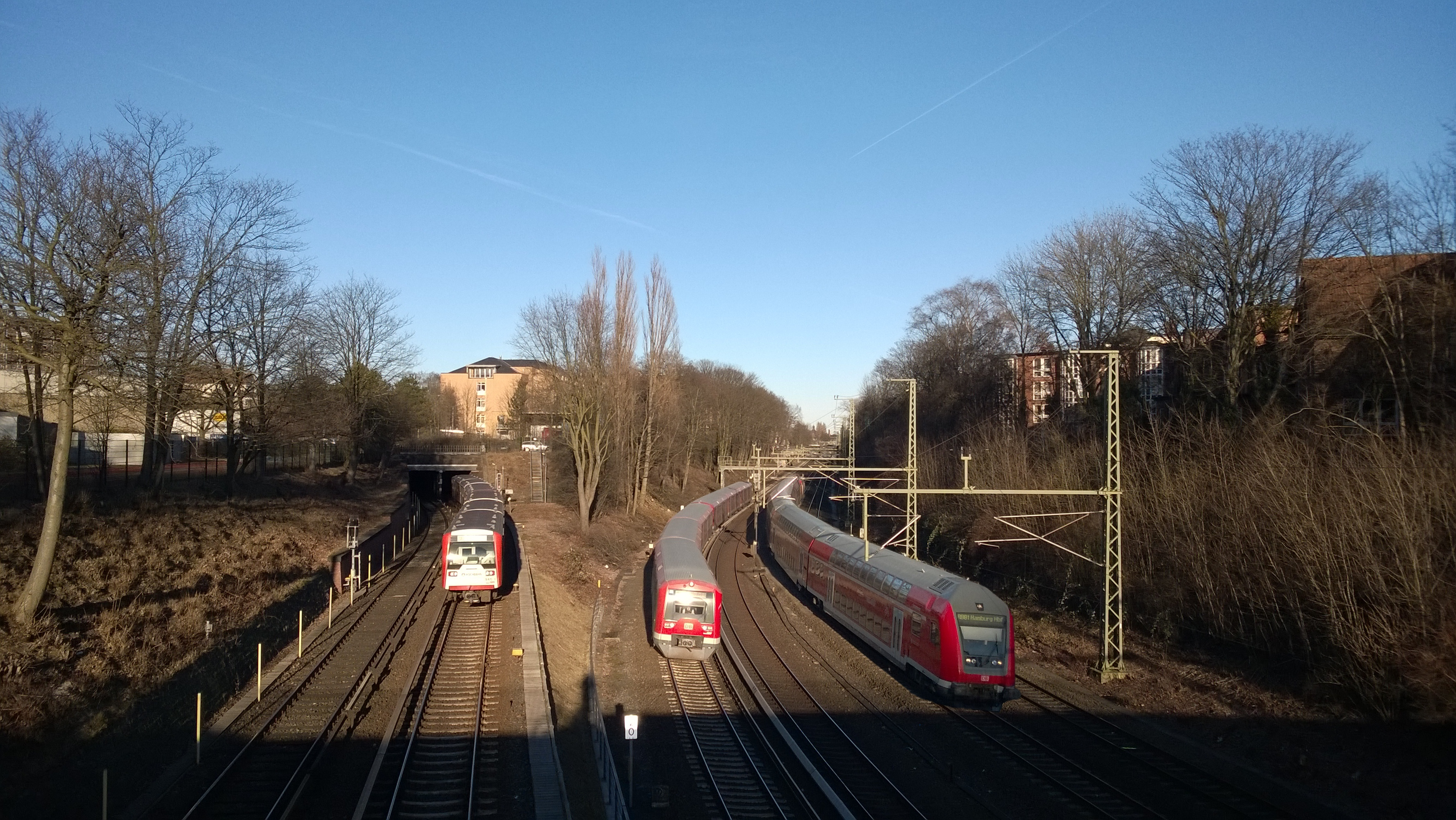
U-Bahn, S-Bahn і регіональний поїзд у Гамбурзі

Регіональне залізничне сполучення у Німеччині складається з чотирьох систем U-Bahn і чотирнадцяти систем S-Bahn. U-Bahn зазвичай розуміється як Untergrundbahn (підземна залізниця) — це звичайні системи швидкого транспорту, які проходять переважно під землею, тоді як S-Bahn або Stadtschnellbahn («міська швидкісна залізниця») — це приміські поїзди, які можуть рухатися під землею у центрі міста і мають характеристики, схожі на метро. Приклади таких залізниць можна зустріти в Мюнхені, Гамбурзі, Лейпцизі та Берліні. Є також понад дюжина систем легкого метро або Stadtbahn, які є швидким транспортом у центрі міста та легкою залізницею за його межами.
Є чотири системи U-Bahn, а саме в Берліні, Гамбурзі, Мюнхені та Нюрнберзі; якими керують транспортні служби міст. Деякі міста називають свій Stadtbahn U-Bahn (наприклад, у Франкфурті) або скорочують його на U. Крім того, кілька міст у Східній Німеччині, серед яких Дрезден або Ерфурт, почали називати свої трамвайні системи – або проекти їх модернізації та розширення – Stadtbahn, навіть не маючи наміру запроваджувати тунелі чи підняті шляхопроводи.

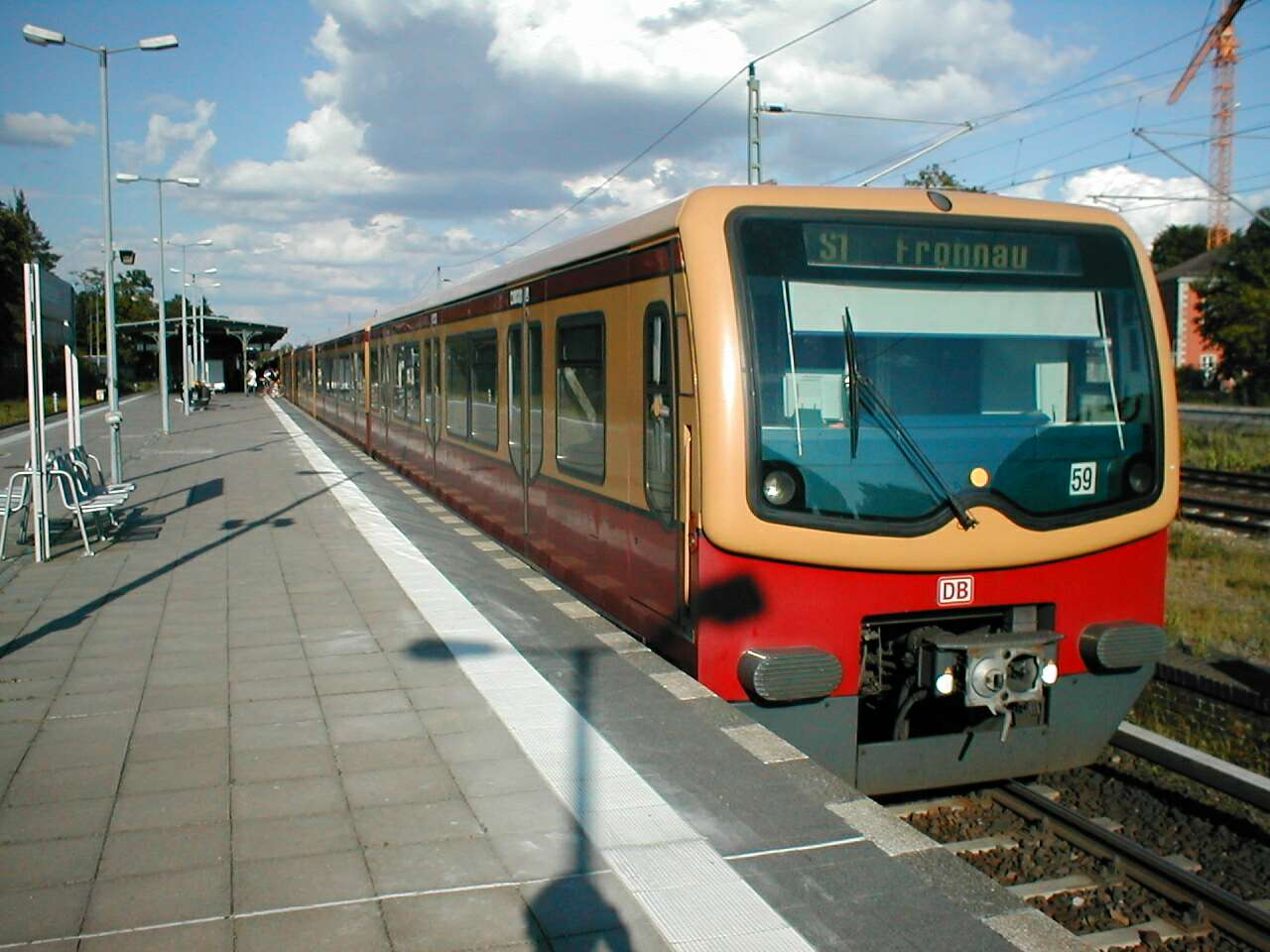
Поїзд берлінської міської електрички

Чотирнадцять систем S-Bahn знаходяться в Берліні, Бремені, Дрездені, Гамбурзі, Ганновері, Магдебурзі, Міттельдойчланді, Мюнхені, Нюрнберзі, Рейн-Майні, Рейн-Неккарі, Рейн-Рурі (їх частини також позначаються торговою маркою Rhein-Sieg та/або Кельн). ), Росток і Штутгарт. Більшість систем швидкісної залізниці належать національній залізничній компанії Deutsche Bahn і створені на основі магістральних залізниць. Звичайний час руху становить 20 хвилин, а на завантажених маршрутах використовуються спеціальні колії, що пролягають вздовж магістральних маршрутів. Продаж квитків регулюється місцевим управлінням транспорту (Verkehrsverbund), а пересадки інтегровані в систему міського громадського транспорту. Перші системи S-Bahn, розроблені в Берліні та Гамбурзі з електрифікацією через контактну рейку, мають багато характеристик, які можна порівняти з системами метро їхніх міст (хоча і з більшими відстанями між станціями), але новіші системи S-Bahn, які почали відкриватися в 1970-х роках характеризуються більш спільною інфраструктурою з магістральною залізницею та використанням повітряної електрифікації.

## Історія

### S-Bahn

#### Гамбург і Берлін
У 1882 році зростання кількості парових поїздів навколо Берліна спонукало Прусську державну залізницю побудувати окремі залізничні колії для приміського сполучення. Berliner Stadtbahn з'єднував вісім міжміських залізничних станцій Берліна, розташованих по всьому місту.   Другою приміською залізницею була Hamburg-Altonaer Stadt- und Vorortbahn, що сполучала Гамбург з Альтоною та Бланкенезе. У 1906 році офіс Прусської державної залізниці в Альтоні заснував парову залізницю. 
На початку 20 століття з'явилися перші електропоїзди, які працювали від контактної мережі з напругою 15 000 В. Оскільки парові поїзди стали неприємними для все більшої кількості людей, Berliner Stadt-, Ring- und Vorortbahn перейшли на вагони постійного струму, що працюють від контактної рейки напругою 750 В. У 1924 році введено в експлуатацію перший електрифікований маршрут. Контактна рейка була обрана тому, що вона спростила як модифікацію залізничних колій (особливо в тунелях і під мостами), так і дозволяла одночасне використання електричних і парових поїздів. 
Гамбурзька служба встановила експериментальну лінію змінного струму в 1907 році. Вся мережа все ще використовувала парову енергію до 1940 року, коли старі локомотиви були замінені на електричні 1200 В постійного струму. У 1934 році Hamburg-Altonaer Stadt- und Vorortbahn було перейменовано на S-Bahn. 

#### Друге покоління систем S-Bahn
Після Другої світової війни та поділу Німеччини берлінська швидкісна залізниця експлуатувалася східнонімецькою Deutsche Reichsbahn навіть у Західному Берліні до 1984 року, що призвело до широкомасштабного бойкоту S-Bahn у Західному Берліні, особливо після будівництва Берлінської стіни в 1961 році. Такі міста, як Мюнхен, Штутгарт або Франкфурт, побудували нові тунелі під своїми кінцевими станціями в 1970-х роках, щоб дозволити проїзд приміських поїздів, які тепер також називають «S-Bahn», тоді як у містах Східної Німеччини, як-от Росток, Дрезден, Лейпциг/Галле чи Ерфурт, побачили покращення їх приміської залізничної інфраструктури (у деяких випадках просто відновлення довоєнного стану, оскільки радянські репарації забрали практично всі другі колії двоколійних ділянок, а в одному випадку в Дрездені скоротили завантажену чотириколійну магістраль до одноколійної), що також отримав назву «S-Bahn». Таким чином, цей термін зазнав розширення від більш схожих на метро Берлінської та Гамбурзької систем до системи, більш схожої на приміську залізницю, де багато поїздів йдуть на «магістральну лінію» («Stammstrecke» німецькою), яка формує ядро системи.

#### Третє покоління S-Bahn

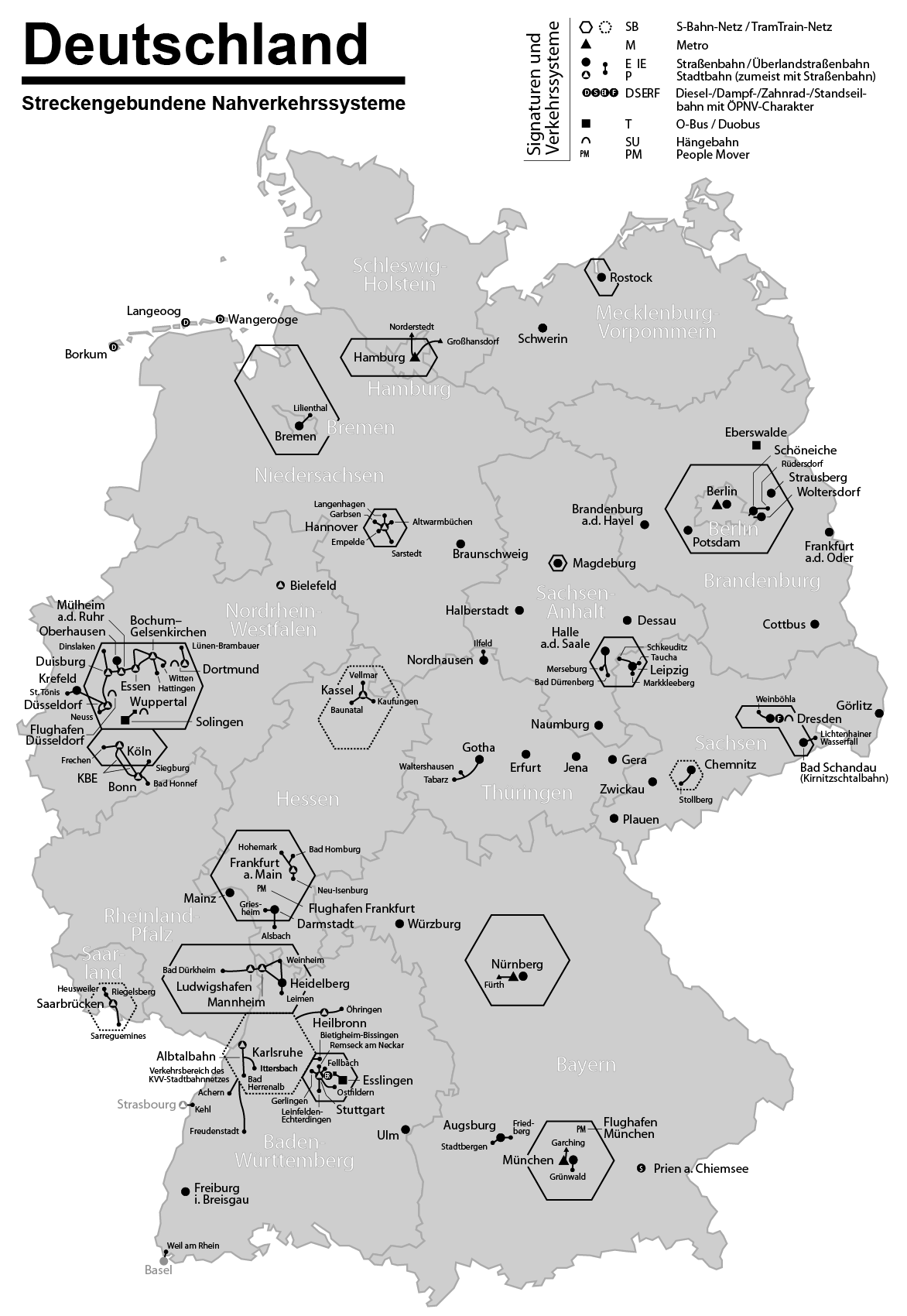
Системи U-Bahn, легкі залізниці та трамвайні системи в Німеччині

Оскільки термін S-Bahn розглядався, як ознака якості нового (приміського) залізничного сполучення, навіть міста, чиї головні залізничні станції були прохідними з 19 століття, почали модернізовувати свою інфраструктуру приміських залізниць і вводити термін «S -Bahn". Наприклад, у випадку Нюрнберзької швидкісної залізниці було проведено лише мінімальне будівництво виділеної інфраструктури, і, отже, просування на деяких ділянках досі обмежене необхідністю ділитися правом проїзду з поїздами далекого та регіонального сполучення, як це має місце на залізниці Нюрнберг-Бамберг, яку використовує S1 (Nuremberg S-Bahn), яка є двоколійною лише на деяких ділянках.

### U-Bahn
Термін U-Bahn був введений на початку 20-го століття в Берліні, де Hochbahngesellschaft (компанія надземної залізниці), яка обслуговує надземні та приміські лінії, вирішила, що їм потрібна настільки ж коротка та впізнавана назва для своєї системи, як S-Bahn, і вирішив назвати його U-Bahn (де U означає Untergrund - підземний). Незабаром ця назва була прийнята для незалежних міських трамвайних ліній громадського транспорту Гамбурга.
Оскільки відбудова після Другої світової війни призвела до багатства та процвітання в Західній Німеччині, модальний зсув до подорожей автомобілями спонукав багато великих міських рад планувати заміну трамваїв, які вважалися перешкодою для автомобільного руху, системами U-Bahn та автобусними маршрутами. Нюрнберг і Мюнхен вирішили створити повний U-Bahn (як у Берліні та Гамбурзі) незалежний від існуючих трамваїв, які спочатку планувалося ліквідувати, але в результаті зберегли і зараз знову розширюють. Штутгарт, Франкфурт, Кельн, Бонн, Дюссельдорф, Дуйсбург, Бохум, Ессен, Дортмунд, Гельзенкірхен, Герне, Мюльгайм-на-Рурі, Ганновер, Людвігсгафен, Мангейм і Білефельд почали будувати тунелі для своїх існуючих трамваїв, облаштовуючи трамвайні лінії під землею. Ці системи трамвая в тунелях у центральних районах міста не відповідають критеріям метро; замість цього вони є системами легкої залізниці. Тим не менш, їх іноді називають U-Bahn. За винятком Франкфуртської мережі, вони офіційно називаються Stadtbahn («міські залізниці») або U-Stadtbahn.

## Система оплати
Всупереч практиці більшості країн, регіональне залізничне сполучення у Німеччині, як правило, не контролюється перевізниками, а працює на основі системи підтвердження оплати. Інспектори в цивільному (Fahrkartenkontrolleure) випадково перевіряють пасажирів на наявність квитків і можуть оштрафувати (штраф становить 60 євро, станом на 2016 рік) тих, хто їх не має.

## Перелік систем

### Системи U-Bahn
- Берлінський метрополітен (див. також Берлінська міська електричка)
- Гамбурзький метрополітен
- Мюнхенський метрополітен (див. також Мюнхенська міська залізниця)
- Нюрнберзький метрополітен (див. також Нюрнберзька міська електричка)

### Системи S-Bahn
- Берлінська міська електричка
- Бременська міська електричка
- Дрезденська міська електричка
- Гамбурзька міська електричка
- Ганноверська міська електричка
- Магдебурзька міська електричка
- Центральнонімецька електричка
- Мюнхенська міська електричка
- Нюрнберзька міська електричка
- Франкфуртська міська електричка
- Rhine-Neckar S-Bahn
- S-Bahn Рейн-Рур
- Ростокська міська електричка
- Штутгартська міська електричка

### Системи Stadtbahn
- Білефельдський штадтбан
- Бохумський штадтбан
- Боннський штадтбан
- Кельнський штадтбан
- Дортмундський штадтбан
- Дуйсбурзький штадтбан
- Дюссельдорфський штадтбан
- Ессенський штадтбан
- Франкфуртський штадтбан
- Штутгартський штадтбан